# Álftanes
Álftanes è una penisola nella regione di Höfuðborgarsvæðið. L'omonima municipalità è esistita fino al 2012: a causa dei debiti accumulati, dal Gennaio 2013 è stata inglobata in quella di Garðabær. Tale fusione è stata approvata tramite referendum nell'ottobre 2012.
Nella penisola si trova il Bessastaðir, la residenza ufficiale del Presidente della Repubblica d'Islanda.

## Amministrazione

### Gemellaggi
- Gjøvik
- Næstved
- Gävle
- Rauma